# Federazione di softball della Repubblica Ceca
La Federazione ceca di softball (cze. Česká softballová asociace) è un'organizzazione fondata per governare la pratica del softball in Repubblica Ceca.
Organizza il campionato di softball ceco, e pone sotto la propria egida la nazionale di softball femminile.